# A budai kettős kiátkozás
A budai kettős kiátkozás a magyar történelem sajátos színfoltja. 1301 decemberében Boccasini bíboros, a pápa legátusa kiátkozta Buda városát, mire viszonzásképpen Petermann bíró vezetésével a budai polgárok is kiátkozták a pápát.

## Előzmények
IV. Béla 1249-ben Esztergomból Budára költöztette székhelyét és hivatalait; Buda lett az ország fővárosa. Egyúttal szabad királyi várossá nyilvánította Budát, tehát a polgárok attól fogva neki adóztak. Az 1268-ban hivatalba lépett Monoszló Lodomér esztergomi érsek, majd utóda, Bicskei Gergely azonban magának követelte az érsekeknek „ősi jogon járó” adót, aminek fizetését a polgárok persze megtagadták. A városukba érkező külföldi kalmárok, a Dunán működő hajómalmok, a révészdíjak, valamint a piacai adásvételeik után „járó” vámot sem fizették meg. A város ellen összefogtak az egyház szervezetei:
- az érsekség,
- az óbudai káptalan és
- a (margit)szigeti apácakolostor.

1276–1301 között hat alkalommal sújtották különböző tartalmú egyházi átkokkal a várost. Megtiltották, hogy a budaiak a Dunán halásszanak, kültelki földjeiken arassanak vagy szüreteljenek, és a tilalmat zsoldosokkal tartatták be (Jamrik).
Az Árpád-ház kihalása (1301) utáni interregnumban (1301–1308) Buda először az ifjú Vencel cseh királyfi pártjára állt. Ebben két tényező játszott fontos szerepet:
- a lakosság német többsége, lévén Csehország a Német-római Birodalom egyik meghatározó tagállama volt (Kristó, 1978),
- az, hogy Bicskei Gergely esztergomi érsek Károly Róbert egyik legelső támogatója volt; ennek jeleként 1301 tavaszán — közjogilag érvénytelenül — meg is koronázta az ifjú trónkövetelőt.

A Kronika Zbraslavská szerint Petermann budai bíró részt is vett abban a küldöttségben, amelyben a meghatározó magyar főrendek királynak kérték fel Vencelt. A Magyarországra érkező gyermekkirály Budát tette székvárosává. VIII. Bonifác pápa azonban ragaszkodott ahhoz, hogy Károly Róbert kerüljön trónra, és ennek elősegítésére 1301. május 13-án kelt dekrétumával Magyarországra küldte kedvenc diplomatáját, Niccolò Boccasini bíborost.

## Az egyházi átok
Boccasini magyarországi tevékenységét mindvégig egyfajta kettősség jellemezte. Egyrészt tapasztalt diplomata lévén tudta, hogy eredményt nem annyira fenyegetésekkel, mint inkább tárgyalásokkal és meggyőzéssel érhet el. Ennek megfelelően eleinte zsinatokon győzködte a főpapokat Károly támogatásának üdvös voltáról, majd fokozatosan bevonta a tárgyalásokba a világi hatalmasságokat is. Kiváló tárgyalókészségének köszönhetően partnerei — a Horvátországgal közvetlenül határos országrészek püspökei és nemesei — a nem túl kedvelt cseh orientáció helyett mindinkább hajlottak a valódi hatalom nélkülinek gondolt Károly Róbert gyermekkirály elismerésére (Kristó, 1978).
Másrészt kötötték kezét az erőszakos és hatalmaskodó pápa részletes utasításai — márpedig Boccasini végletesen lojális volt pápájához. Ezért hiába ígérte meg a magyar püspököknek, hogy a pápával kivizsgáltatja az általánosan utált Bicskei gyanús érsekké választását és hatalmaskodásait, kérését a pápa elutasította. Szigorúan meghagyta, hogy mindazon papokat, akik parancsainak nem engednek, megfenyítsék, a vétkeseket Rómába idézzék. A hagyomány szerint a királyt az esztergomi érseknek kellett megkoronáznia, ezért a pápa megkövetelte, hogy teljes tekintélyével álljon ki a kétséges legitimitású választott esztergomi érsek mellett — nemcsak az egyházon belül, de támogassa annak világi-gazdasági követeléseit is.

### A budai zsinat
Boccasini december derekán érkezett Budára, ahol azonnal zsinatot hívott össze a Nagyboldogasszony-templomba, és ezen megjelent az ifjú Vencel király is. A zsinaton — mindenki meglepetésére — a főpap a pápai kiközösítés legsúlyosabb formájával fenyegette meg az egybegyűlt polgárokat és egyházi személyeket.
„Pokolra jut ez a hitszegő város és annak minden polgára, ha nem adják vissza az elbitorolt egyházi javakat, utólagosan nem fizetik meg az elmaradt dézsmákat és hajóvámokat, illetve ha nem ismerik el törvényes királyuknak Károly Róbertet!”
Hatalmas botrány tört ki; Boccasini nem tudta befejezni szónoklatát. Nem is maradt a városban, hanem Pozsonyba utazott, és ott 1302 májusában csakugyan kihirdette a hetedik, a minden korábbinál súlyosabb interdictumot (Jamrik).

### Az egyházi átok
A „gyógyító büntetésnek” szánt úgynevezett exkommunikáció nemcsak Buda polgárait, de Magyarország minden, Vencel királyhoz hű közigazgatási egységének lakóit kizárta az anyaszentegyházból.
A Vencelhez hű területeken a papok:
- nem keresztelhették meg a gyermekeket,
- nem gyóntathatták meg a bűnösöket,
- nem eskethették össze a házasodni vágyókat,
- nem temethették el a halottakat (az érvényes dogmák szerint a nem szentelt földbe elhantoltak azon nyomban a Pokol valamelyik bugyrába jutottak).

Szünetelt az egyházi bíráskodás, nem szolgáltatták ki a szentségeket. A harangok elnémultak, a templomokat bezárták.
A diktátumban a legátus kijelentette, hogy ha Buda kiátkozott közössége egy éven belül nem tér meg bűnbánón az anyaszentegyház kebelére, akkor Róma a magyar klérus csapataival, keresztes hadjárattal tiporja szét az eretnek várost (Jamrik). Ez utóbbi passzus értelmében a pápa utasította Károly Róbertet,  hogy a következő évben csapataival induljon meg Buda bevételére.
Az exkommunikáció név szerint felsorolta az esztergomi érsekséget megkárosító személyeket:
- „Kárász” Petermann (Peturmann) János városi bírót,
- Hermann Márk esküdtet és
- Prenner Kuncz ispánt (Jamrik).

### A városi átok
A kiátkozott budaiak nem rémültek meg az újabb egyházi átoktól. Petermann bíró megbízta Tót Márton esküdtet, hogy találjon a városban olyan papokat, akik a tilalom ellenére vállalják a szolgálatot, kiszolgáltatják a szentségeket.
A várkapitány Lajos pap vezetésével újabb zsinatot hívott össze a Nagyboldogasszony-templomba, és ezen az alsópapság segítségével feloldották magukat a kiközösítés alól. Viszonzásképpen fennhangon, gyertyák fénye mellett ők az Anjou-párt főpapjait, a délvidéki oligarchákat és VIII. Bonifác pápát átkozták ki az egyházból.

### Politikai következmények
Károly Róbert 1302 szeptemberében elfoglalta a Dunántúl nagy részét, majd Buda ellen indult. A hó végén alapvetően az esztergomi érsek, a zágrábi, a pécsi és a bosnyák püspök bandériumaból álló hadával felvonult Buda kapui elé, de tudta, hogy erői egy ostromhoz elégtelenek. Feldúlta a város körüli szőlőket és visszaverte az ettől felbőszült és kirohanó védőket, de érdemi eredményt nem ért el (Jamrik). Amikor hírül vette, hogy a Vencel-párti Kőszegi Iván jelentős erőkkel közeledik királyának megsegítésére, kiürítette az elfoglalt területeket, és átmenetileg nagybátyja, I. Albert német király oltalmába húzódott.
A katonai kudarc után Boccasini visszatért Itáliába, VIII. Bonifác pápa pedig 1303 májusában újabb egyházi kiközösítést rendelt el, immár a nyolcadikat. Ebben már nemcsak Buda népét és Vencel királyt átkozta el, de az egész magyar népet kitagadta az egyházból. Egyúttal kiközösítette  IV. (Szép) Fülöp francia királyt is (Jamrik).
Az ifjú Vencel nem tudta elfogadtatni magát a magyarokkal, akik egyre-másra pártoltak el tőle. Amikor 1304-ben már addigi fő támasza, Csák Máté se volt hajlandó tovább támogatni, apja, II. Vencel cseh király kilátástalannak ítélte fia helyzetét. 1304 augusztusában nagy haddal érkezett Magyarországra. Elfoglalta Esztergomot (és kirabolta az érseki kincstárat), és fiát a koronázási ékszerekkel hazavitte Prágába. Az ország kormányzását a fia mellett kitartó Kőszegi Ivánra. A Vencelek megpróbálták túszként magukkal vinni Peterman bíró fő politikai ellenfelét, az Anjou-párti Werner László rektort (Peterman előtt ő volt a városi bíró), ő azonban el tudta kerülni a letartóztatást (más nézetek szerint elfogták, de megszökött a fogságból), és csatlakozott Károly Róberthez.
A következő évben II. Vencel meghalt, az ifjú Vencel pedig egy bonyolult alku elemeként lemondott a magyar trónról Wittelsbach Ottó javára.
Buda Vencel lemondása után Károly Róberttel továbbra is dacolva Ottó pártjára állt. Ezért az interdictum érvényben maradt egészen 1307-ig.
1307 tavaszára Károly Róbert maradt az egyetlen „érvényes” trónkövetelő, aki fokozatosan megnyerte magának a legtöbb oligarchát. XI. Benedek pápa (a korábbi Boccasini bíboros) akaratának megfelelően Monoszló Tamás esztergomi érsekkel közösen az egyházi fegyelem visszaállítására és az egyházi javak elbirtoklásának megakadályozása érdekében zsinatot hívott össze a Komárom megyei Udvardra. Az 1307 májusában  tartott zsinat rendelte el az esti harangszót. Itt hirdették ki Buda lakosságára a kilencedik egyházi átkot, felújítva a keresztes háború fenyegetését. Elrendelték, hogy Buda bevétele után nemcsak a Róma számára hitszegő papokat kell karóba húzni, de az összes szakadár polgárt is, akik vagyonát az arra érdemesebbek között kell szétosztani. A zsinat negyven napos bűnbocsánatot hirdetett a főváros minden megtámadójának, ezért Károly Róbert táborába tömegesen érkeztek az ezzel élni kívánó gyilkosjelöltek.
A támadó hadat Werner László és Csák János vezette. Hagyományos ostrom helyett Werner László javaslatára a szent Petronella napja (május 31.) utáni csütörtök, azaz 1307. június 1. éjjelén észrevétlenül közelítették meg a várat, beosontak az őrizetlenül hagyott Zsidó kapun (ma Fehérvári kapu), és álmukban lepték meg az ellenállás vezetőit.
A Képes krónika beszámolója szerint miután betörték Petermann János házának ajtaját, az álmából felriadt Peterman anyaszült meztelenül szökött ki otthonának hátsó ajtaján, és a várfalon így lemászva sikeresen megmenekült.
Tóth Márton és Hermann Márk tanácsost, valamint a magisztrátus további 12 tagját álmában elfogták, majd másnap lovak farkához kötözve vonszolták végig a város utcáin. Ezután Buda legnagyobb piacán mindannyiukat felnégyelték és lehúsolt csontjaikat tűzre vetették. A városbíró ismét Werner László lett, aki Lajos papot szakadár társaival az esztergomi érsekhez vitette, ő pedig módszeres kínzás után mindannyijukat megölette (Jamrik).
A város elfoglalásával az interdictumok hatályukat vesztették.